# Han Mingdi
Mingdi (汉明帝; 漢明帝; Hàn Míng Dì) eller Kejsar Ming, född 28 e.Kr., död 75 e.Kr., var en kinesisk kejsare över Östra Handynastin. Hans personnamn var Liu Yang men han var även kand som Liu Zhuang. Liu Yang var den fjärde sonen till kejsar Guangwu, och hans mor var kejsarinnan Yin (陰皇后). År 43 e.Kr. blev Liu Yang tronarvinge, och tillträdde tronen 29 mars 57 e.Kr. som Kejsar Ming efter att kejsar Guangwu avlidit av sjukdom. Kejsar Mings tempelnamn var Han Xianzong (漢顯宗).
Kejsar Ming, och hans efterträdare kejsar Zhang, ändrade inte det regeringssystem som etablerats av kejsar Guangwu, och deras styre är därför känt som ett ganska fredlig och ekonomiskt välmående period, och perioden är känd som "Ming-Zhang-regenttiden" (明章之治). De bättre livsvillkoren under kejsar Mings regering bidrog till en ökningen av befolkningsstorleken jämfört kejsar Guangwus regeringstid. Kejsar Ming lät reparera Bian-kanalen (汴渠) som förband huvudstaden (Luoyang) med de viktigaste ekonomiska regionerna i imperiet.
Kejsar Ming förespråkade det statligt sponsrade uppförandet av konfucianska skolor för adelns söner. Hans egna söner och släktingar till den kejserliga familjen utbildades under ledning av konfucianska lärda som instruerade dem i de fem klassikerna. Dock kontrollerade kejsar Ming sina släktingar så att ingen fick för mycket makt.
År 58 e.Kr. skapade Kejsar Ming fred med nomadfolket Xianbei för att senare år 58 e.Kr. anfalla nomadfolket södra Xiongnu, och åtta år senare besegrades även de norra Xiongnu, vilket gar imperiet tillgång till mer spannmålsproduktion i de erövrade territorierna.
Under kejsar Mings tid som regent kom buddhismen till Kina. Kejsaren skickade ut representanter till Indien för att ta hem skrifter om denna nya främmande gudom. Munkar etablerades i huvudstaden och kinas buddhistiska tempel, Vita hästens tempel (白马寺) uppfördes i huvudstaden.
Efter sin död 75 e.Kr. efterträddes kejsare Ming 76 e.Kr. av sin son Liu Da, som tillträdde som kejsar Zhang. Kejsar Ming begravdes i Xianjieling i Mangberget (邙山) söder om Luofloden utanför huvudstaden Luoyang i Henanprovinsen.